# Pleasant Prairie
Pleasant Prairie is een plaats (village) in de Amerikaanse staat Wisconsin, en valt bestuurlijk gezien onder Kenosha County.

## Demografie
Bij de volkstelling in 2000 werd het aantal inwoners vastgesteld op 16.136. In 2006 is het aantal inwoners door het United States Census Bureau geschat op 18.942, een stijging van 2806 (17,4%).

## Geografie
Volgens het United States Census Bureau beslaat de plaats een oppervlakte van 86,9 km², waarvan 86,6 km² land en 0,3 km² water. Pleasant Prairie ligt op ongeveer 210 m boven zeeniveau.

## Plaatsen in de nabije omgeving
De onderstaande figuur toont nabijgelegen plaatsen in een straal van 16 km rond Pleasant Prairie.